# Rothia agrius
Rothia agrius là một loài bướm đêm trong họ Noctuidae.